# Napełnialne kartridże

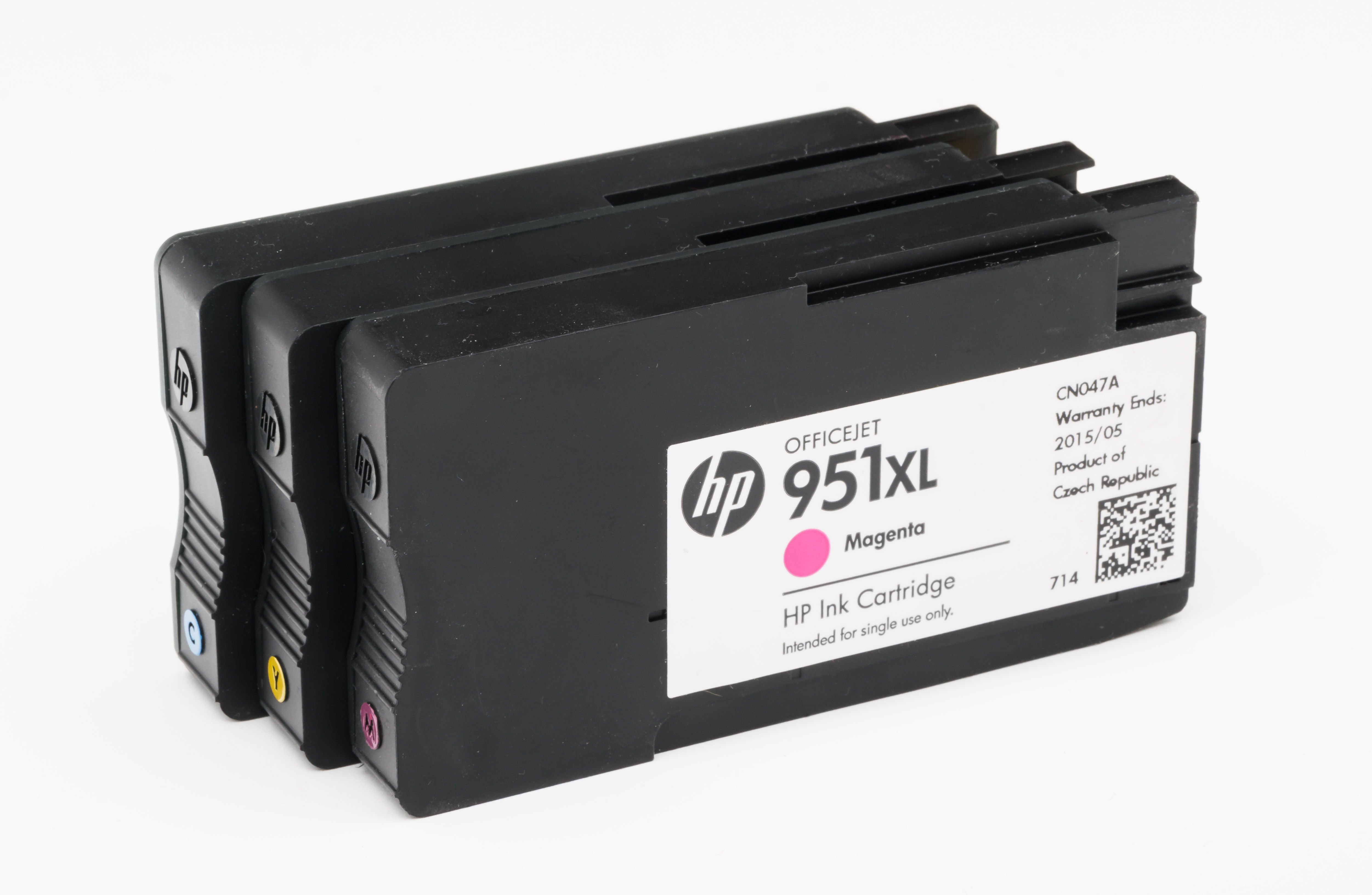
Kartridże kolorowe do drukarek Hewlett-Packard

Napełnialne kartridże (ang. Refillable Cartridges, RC) – pojemniki wielokrotnego napełniania do atramentowych drukarek i urządzeń wielofunkcyjnych. Po raz pierwszy zostały użyte przez firmę Lyson Digital Inks w 2000 roku. W Polsce również są rozpowszechnione inne nazwy: kartridże wielokrotnego napełniania, wieczne kartridże (wkłady, naboje, tusze itp.).

## Opis
Napełnialne kartridże są kompatybilnymi kartridżami, natomiast posiadają specjalny chip samoresetujący. Gdy w kartridżach skończy się atrament, wyjęcie kartridży z drukarki do napełniania powoduje resetowanie chipów, po czym można je ponownie używać. Napełnialne kartridże są przystosowane do procesu napełniania i służą do obniżenia kosztów druku.
W porównaniu do systemu stałego zasilania atramentem, napełnialne kartridże mają mniejszą objętość – odpowiednio muszą być częściej napełniane, lecz atramentu będzie zużywane mniej. Kształtem i wyglądem napełnialne kartridże są identyczne z oryginalnymi kartridżami.

## Zalety
- stosowanie napełnialnych kartridży jest wspierane przez organizacje ekologiczne
- niski koszt
- łatwość instalacji i użytkowania
- zachowanie wysokiej jakości odbitek

## Wady
- niewielka pojemność kartridży, skutkiem czego jest konieczność częstego napełniania